# Helen Marten
Helen Elizabeth Marten (Macclesfield, 1985) es una artista inglesa con sede en Londres que trabaja en escultura, vídeo e instalación artística. Sus trabajos han sido expuestos en la 56 Bienal de Venecia y la 20 Bienal de Sídney. Ganó el Premio LUMA 2012 (de la Fundación LUMA), el Premio Lafayette en 2011, el Premio inaugural Hepworth y el Premio Turner, ambos en 2016.

## Trayectoria artística
Después de King's School, Macclesfield, Marten estudió  en Ruskin School of Drawing and Fine Art, perteneciente a la Universidad de Oxford, y la escuela de arte londinense Central Saint Martins. 
El trabajo de Marten se encuentra en las colecciones del Museo de Arte Moderno Astrup Fearnley, Oslo, Noruega y Fondazione Sandretto Re Rebaudengo, Turín, Italia. También en la colección del Museo de Arte Moderno de Nueva York.
Al ganar el Premio Hepworth de escultura en noviembre de 2016, anunció que compartiría el premio de £ 30,000 con los otros tres en la lista, diciendo "A la luz de la sombra política cada vez más larga del mundo, el mundo del arte tiene la responsabilidad de mostrar cómo debería funcionar la democracia. Me sentí halagada de estar en la lista y aún más si mis compañeros nominados compartieran el premio conmigo". Del mismo modo, después de ganar el Premio Turner al mes siguiente, la BBC informó que planeaba compartirlo "pero que sentía que solo podía hacer una proclamación pública de ese tipo una vez", "esto es algo que puede pasar mucho más discretamente entre nosotros cuatro".
El trabajo de Marten incluye escultura, serigrafía y escritura. Usa objetos hechos a mano y encontrados en su trabajo, incluidos bastoncillos de algodón, monedas, suelas de zapatos, limas, canicas, huevos y tiza de billar. El artista ha expresado un interés particular en el lenguaje, "las palabras se comunican, pero al mismo tiempo se tambalean sobre sí mismas en un caos de imágenes e imágenes muy nudosas". Al igual que sus trabajos físicos, los textos y títulos de Marten reflejan y refuerzan su juego y lógica. "Si los objetos de Marten son tesoros encontrados en una futura excavación arqueológica, entonces quizás sus textos proporcionen un mapa o un diagrama para los productos de esa excavación".
Para la exposición 2016 del Premio Turner, celebrada en Tate Britain, Marten incluyó tres obras de las exposiciones para las que fue nominada: su presentación en la 56 Bienal de Venecia y Eucalyptus, Let us in at Naftali, Nueva York; las esculturas fueron reconcebidas en Tate Britain como una sola instalación. Consistían en: Lunar Nibs (una escultura que se asemeja a una casa, un contenedor de basura e incluso un comedero para el ganado, cuya fachada principal parecía una residencia caricaturesca del siglo XIX), On aerial greens (haymakers), (una pared y un piso) emparejamiento basado formalmente parecido a una chimenea o hogar) y Brood and Bitter Pass (un trabajo a gran escala compuesto de formas de aluminio hilado, elipsoides de madera, piezas de cerámica y juntas mecánicas en forma de gusano).

## Premios
- El Premio Hepworth de escultura, 2016[5]
- Premio Turner, 2016[6][15]